# Alfred Schlageter

Alfred Schlageter

Alfred Schlageter (* 26. August 1896 in Basel; † 23. September 1981 in Zürich) war ein Schweizer Schauspieler.

## Leben
Alfred Schlageter spielte vor allem am Theater, seit den 1920er Jahren wirkte er jedoch auch in mehreren Filmen mit. Engagements hatte er am Stadttheater Basel (1916 bis 1918), an den Städtischen Bühnen Leipzig (1918 bis 1944) und ab 1944 am Stadttheater Basel. Von 1951 bis 1954 spielte er zugleich am Deutschen Schauspielhaus in Hamburg.
Schlageter übernahm am Theater alle großen Rollen im Fach des Bonvivants und Père noble. In Basel war er in George Bernard Shaws Der Kaiser von Amerika, Gerhart Hauptmanns Vor Sonnenuntergang und Christopher Frys Venus im Licht zu sehen. Seit 1934 führte er den Titel Kammerschauspieler. Ab 1920 war Schlageter auch vor der Film- und Fernsehkamera aktiv. Sein bekanntester früher Film dürfte Die göttliche Jette (1937) mit Grethe Weiser in der Titelrolle sein. Bis zum Ende seiner fünfeinhalb Jahrzehnte währenden Filmkarriere wirkte Schlageter nur in knapp vierzig (vorwiegend schweizerischen) Produktionen mit, darunter Stummfilmmehrteiler und heute weitgehend vergessene Nachkriegsdramen. Bemerkenswert war seine Nebenrolle in der ersten Verfilmung von Der Richter und sein Henker (1957) nach Friedrich Dürrenmatt.
Am prominentesten dürfte heute seine Mitwirkung als knurriger Millionär im Edgar Wallace-Film Der rote Kreis (1960) an der Seite von Klausjürgen Wussow und Karlgeorg Saebisch sein. In einem weiteren Film der Reihe, Der unheimliche Mönch (1965), mimte der Charakterdarsteller den sterbenden Lord Darkwood; Ilse Steppat, Dieter Eppler und Siegfried Lowitz spielten seine Kinder. Schlageters kleiner Auftritt blieb im Vorspann ungenannt. In den Folgejahren nahm sein Film- und Fernsehengagement merklich ab.
Daneben war er mit seiner sonoren Stimme in zahlreichen Hörspielen vertreten. Parallel zu den variierenden Theaterengagements arbeitete er von 1920 bis 1944 fest als Sprecher für den Mitteldeutschen Rundfunk in Leipzig, danach für den Landessender Beromünster und ab 1951 schließlich für den NWDR.
Alfred Schlageter war mit der Schauspielerin und Sängerin Agnes Delsarto (1892–1965) verheiratet. Er starb viele Jahre nach seiner Frau im Alter von 85 Jahren in Zürich. Sein Grab auf dem Friedhof Enzenbühl ist bereits aufgelassen.

## Filmografie
- 1920: Zopf und Turban
- 1921: Staatsanwalt Alexander oder Der Raubmord in der Ziegelgasse Nr. 17
- 1922: Geheimbundsklaven
- 1922: Lilly Humbrecht, der Leidensweg einer Stieftochter
- 1922: Und dennoch ward es Morgen
- 1922: Die Teppichknüpferin von Bagdad
- 1923: Die Spitzklöpperin von Valenciennes
- 1924: Gift und Liebe
- 1924: Verkrachte Existenzen
- 1935: Hermine und die sieben Aufrechten
- 1937: Die göttliche Jette
- 1948: Nach dem Sturm
- 1950: Es liegt was in der Luft
- 1954: Die Spieler (TV)
- 1955: Polizischt Wäckerli
- 1955: Souvenirs (Kurzfilm)
- 1956: Das Lied der Heimat (Zwischen uns die Berge)
- 1957: Der Richter und sein Henker (TV)
- 1957: Konditorei Zürrer (Bäckerei Zürrer)
- 1959: Café Odeon
- 1959: Hinter den sieben Gleisen
- 1960: Der rote Kreis
- 1960: HD-Soldat Läppli
- 1960: Wilhelm Tell
- 1962: Es Dach überem Chopf
- 1962: Drei Einakter (TV)
- 1963: Wer ist der Täter? (TV)
- 1963: Eine Dummheit macht auch der Gescheiteste (TV)
- 1964: Der Gefangene der Botschaft (TV)
- 1965: Der Schmied seines Glücks (TV)
- 1965: Der unheimliche Mönch
- 1965: Die hölzerne Schüssel (TV)
- 1966: Der Würger vom Tower
- 1968: Kraft des Gesetzes (TV)
- 1970: Pfarrer Iseli
- 1973: Ein Fall für Männdli: Gift im Champagner
- 1974: Konfrontation
- 1975: Ein Fall für Männdli  Folge: Hallo, Herr Doktor